# Celles-sur-Ource
Celles-sur-Ource é uma comuna francesa na região administrativa de Grande Leste, no departamento de Aube. Estende-se por uma área de 9,59 km². Em 2010 a comuna tinha 516 habitantes (densidade: 53,8 hab./km²).